# Башта (заказник)
Ба́шта — гідрологічний заказник загальнодержавного значення в Україні. Розташований у межах Летичівського району Хмельницької області, між селами Ставниця, Требухівці та Головчинці.
Площа 250 га, створений у 1980 році. Перебуває у віданні Требуховецької сільської ради.
Охороняються типове для лісостепу евтрофне болото в заплаві річки Південний Буг з характерною лучною рослинністю. Переважають угруповання очерету, рогозу вузьколистого, лепешняку великого. На островах — зарості верби. Водні ценози представлено переважно лататтям білим, глечиками жовтими.
Місце гніздування та відпочинку при перельоті численних водоплавних птахів.